# Biatlon op de Olympische Winterspelen 2014 - gemengde estafette
De gemengde estafette tijdens de Olympische Winterspelen 2014 vond plaats op 19 februari 2014 in het Laura langlauf & biatloncentrum in Krasnaja Poljana. Dit onderdeel stond voor de eerste maal op het programma van de Olympische Winterspelen.

## Tijdschema
| Datum       | Lokale tijd | MET       |
| ----------- | ----------- | --------- |
| 19 februari | 18:30 uur   | 15:30 uur |

## Uitslag
| #      | Bib | Land                                                                                        | Tijd                                      | Straf (R+B) | Verschil |
| ------ | --- | ------------------------------------------------------------------------------------------- | ----------------------------------------- | ----------- | -------- |
| Goud   | 2   | Noorwegen Tora Berger Tiril Eckhoff Ole Einar Bjørndalen Emil Hegle Svendsen                | 1:09:17,0 15:55,6 16:11,9 17:50,9 19:16,6 | 0+2         | -        |
| Zilver | 1   | Tsjechië Veronika Vítková Gabriela Soukalová Jaroslav Soukup Ondřej Moravec                 | 1:09:49.6                                 | 0+7         | +0:32.6  |
| Brons  | 4   | Italië Dorothea Wierer Karin Oberhofer Dominik Windisch Lukas Hofer                         | 1:10:15.2                                 | 0+6         | +0:58.2  |
| 4      | 6   | Rusland Olga Zajtseva Olga Viloechina Jevgeni Garanitsjev Anton Sjipoelin                   | 1:11:04.4                                 | 1+8         | +1:47.4  |
| 5      | 12  | Slowakije Jana Gereková Anastasiya Kuzmina Pavol Hurajt Matej Kazár                         | 1:11:04.7                                 | 0+10        | +1:47.7  |
| 6      | 5   | Frankrijk Marie Dorin Habert Anaïs Bescond Jean-Guillaume Béatrix Martin Fourcade           | 1:12:04.3                                 | 1+8         | +2:47.3  |
| 7      | 3   | Oekraïne Natalja Boerdyga Maria Panfilova Andrij Deryzemlja Serhij Semenov                  | 1:12:05.2                                 | 1+8         | +2:48.2  |
| 8      | 11  | Verenigde Staten Susan Dunklee Hannah Dreissigacker Tim Burke Lowell Bailey                 | 1:12:20.1                                 | 1+13        | +3:03.1  |
| 9      | 9   | Oostenrijk Lisa Hauser Katharina Innerhofer Daniel Mesotitsch Friedrich Pinter              | 1:12:34.8                                 | 1+7         | +3:17.8  |
| 10     | 8   | Wit-Rusland Ljoedmila Kalintsjik Nastassia Doebarezava Vladimir Tsjepelin Jevgeni Abramenko | 1:13:11.8                                 | 0+9         | +3:54.8  |
| 11     | 10  | Canada Megan Imrie Rosanna Crawford Brendan Green Scott Perras                              | 1:13:27.7                                 | 0+8         | +4:10.7  |
| 12     | 13  | Zwitserland Elisa Gasparin Selina Gasparin Benjamin Weger Simon Hallenbarter                | 1:13:33.9                                 | 0+9         | +4:16.9  |
| 13     | 14  | Polen Krystyna Pałka Magdalena Gwizdoń Łukasz Szczurek Krzysztof Pływaczyk                  | 1:13:36.0                                 | 0+6         | +4:19.0  |
| 14     | 15  | Kazachstan Jelena Chroestaleva Darja Oesanova Jan Savitski Anton Pantov                     | 1:15:46.4                                 | 0+6         | +6:29.4  |
| 15     | 16  | Estland Kadri Lehtla Daria Yurlova Kauri Kõiv Daniil Steptšenko                             | LAP                                       | 6+17        | -        |
| DSQ    | 7   | Duitsland Evi Sachenbacher-Stehle Laura Dahlmeier Daniel Böhm Simon Schempp                 | 1:10:58.3                                 | 0+9         | +1:41.3  |